# Ионно-циклотронная ловушка
Ионная циклотронная ловушка представляет собой один из вариантов масс-анализатора в масс-спектрометрии, в основе которого лежит принцип ионного циклотронного резонанса. Ионы удерживаются магнитным полем в ловушке Пеннинга, двигаясь по кругу под действием силы Лоренца.
На первом шаге ионы вводят в ловушку и запирают постоянным электрическим полем, создавая электростатическую яму для них. Затем ионы возбуждают. При действии электростатическим полем с заданной радиочастотой (или импульсом, содержащим множество разных частот), ионы начинают поглощать энергию и постепенно увеличивать радиус вращения до тех пор, пока не столкнутся со стенкой ловушки (если там располагается детектор, т. е. детектируется ток от погибших на стенках ионов, то такой прибор называется омегатрон). Если детектируется наведённый ионами заряд на пластинах, установленных вдоль ловушки, то прибор уже называется масс-спектрометром ионного циклотронного резонанса с преобразованием Фурье. В последнем случае наведённый ионами заряд оцифровывается и записывается, как сигнал, далее делается преобразование Фурье данного сигнала для выявления его частотных составляющих. Частоты жёстко связаны с отношением массы иона (m) к его заряду (z), так что соотношение m/z легко определяется.

## Принцип работы
Явление ионно-циклотронного резонанса связано с движением ионов в магнитном поле. Ионы в статическом и однородном магнитном поле под действием силы Лоренца двигаются по окружности. Циклическое движение может сопровождаться однородным аксиальным движением, образуя винтовую лестницу, или же движением перпендикулярным полю, например в присутствии электрического или гравитационного поля, образуя циклоиду. Угловая частота (ω = 2πf) этого циклотронного движения для заданного магнитного поля В определяется по формуле
{\displaystyle \omega ={\frac {ZeB}{m}},}
где {\displaystyle Z} — заряд иона, {\displaystyle e} — элементарный заряд и {\displaystyle m} — масса иона.
Таким образом, электрический заряд с такой же частотой {\displaystyle f} будет резонировать с ионом, имеющим значение {\displaystyle m/z}, равное
{\displaystyle {\frac {m}{z}}={\frac {eB}{2\pi f}}.}
В ловушке Пеннинга используется сильное однородное аксиальное магнитное поле для удерживания ионов в радиальном направлении и квадрупольное электрическое поле для аксиального удерживания. Статический электрический потенциал генерируется посредством трёх электродов: кольца и двух запирающих электродов чашеобразной формы.